# Matija Burger
Matija Burger, slovenski uradnik in politik (župan Ljubljane)
Burger je bil župan Ljubljane od 27. marca 1851 do leta 1861, ko je bil na to mesto izvoljen Mihael Ambrož. V času Burgerjeve izvolitve so mestne davkoplačevalce razdelili v tri razrede po višini plačanega letnega davka. Najrevnejši razred je volil Mihaela Ambroža, vendar ga cesar ni potrdil. Župan je postal šele čez desetletje.